# Tibro (plaats)
Tibro is de hoofdplaats van de gemeente Tibro in het landschap Västergötland en de provincie Västra Götalands län in Zweden. De plaats heeft 8005 inwoners (2005) en een oppervlakte van 725 hectare.

## Verkeer en vervoer
Bij de plaats lopen de Riksväg 49 en Länsväg 201.

## Geboren in Tibro
- Robin Söderling (14 augustus 1984), tennisser